# Ercole Banci
Ercole Banci, auch Ercole de Banzi, Ercole da Bologna, Hercule de Banciis und Hercules Banciis, (nachweisbar von 1470 bis 1531 in Bologna) war ein italienischer Maler.
Ercole Banci ist ein Nachfolger des Lorenzo Costa und höchstwahrscheinlich mit den dokumentarisch belegten Malern Ercules depintore und Ercole da Bologna identisch. Herkunft und Werdegang sind unbekannt. Gegen 1505 war er an der Ausgestaltung der Räumlichkeiten der Herzogin von Ferrara tätig. Gleichzeitig malte er für die Bruderschaft von San Giacomo in Bologna ein Votivbild. 1506 nahm er umfangreiche Vergoldungsarbeiten im Castello von Ferrara vor. 1518 bat er um die Erlaubnis, einen Ercole Toselli aus Faenza zum Maler ausbilden zu dürfen.
Zur Herkunft: Mitglied der Familie Banzi, de Banciis und evtl. ident. mit Ercole Banci, der 1512 „chiamato alla Renghiera per le revolutioni della citta (di Bologna)“, wie Dolfi, Cronologia delle famiglie nobili di Bologna, 1670, S. 73 berichtet.
Ercole Banci können nur wenige Werke zugewiesen werden. Auf der Basis einiger weniger signierter Arbeiten werden ihm heute einige weitere Bilder zugewiesen.

## Werke

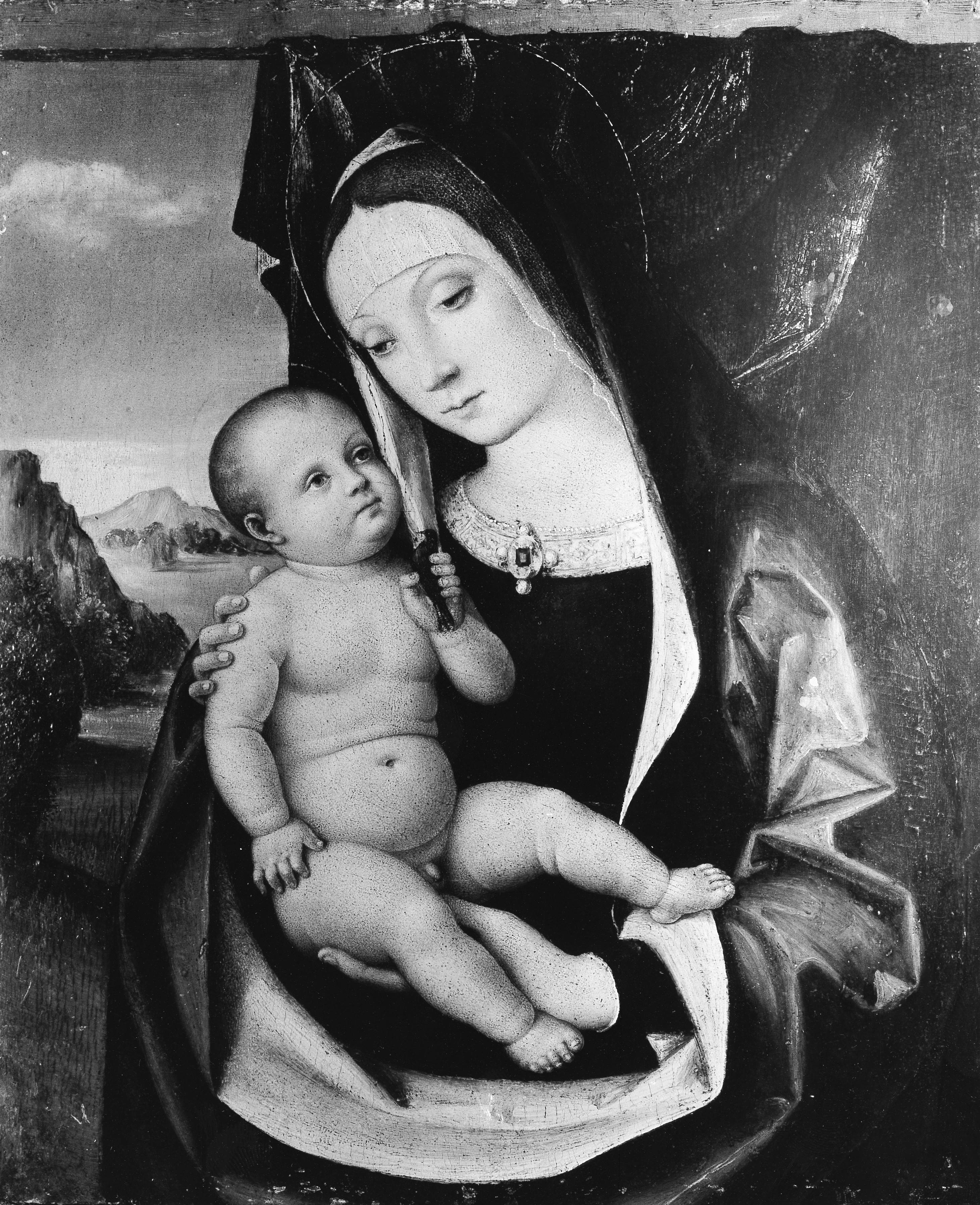
Maria mit dem Kinde. New York, Metropolitan Museum of Art

- Maria mit dem Kinde, den heiligen Sebastian, Antonius Eremita, Antonius von Padua und Johannes dem Täufer. (zugeschrieben, Berliner Gemäldegalerie)
- Lünette des Kirchenportals. 1518 (Bologna, San Giacomo)
- Die Auferstehung Christi. 1521 (Bologna, Collezione della Cassa di Risparmio)
- Der heilige Sebastian. 1506 (Modena, San Martino in Rio)
- Maria mit dem Kinde. (New York, Metropolitan Museum of Art)